# Sergio Sartof
Sergio Sartoff (Roma, 4 dicembre 1913 – Africa Settentrionale Italiana, 9 dicembre 1940) è stato un ufficiale e aviatore italiano che fu decorato con la Medaglia d'oro al valor militare alla memoria nel corso della seconda guerra mondiale. A lui è intitolato il 14º Stormo dell'Aeronautica Militare Italiana.

## Biografia

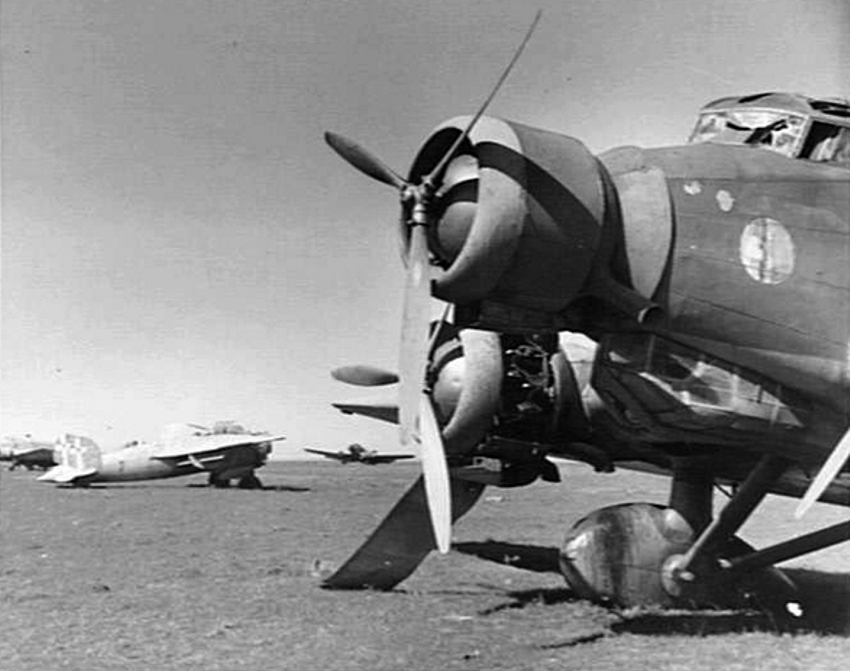
Un Savoia-Marchetti S.81 abbandonato a Bengasi (Cirenaica) nel 1941.

Nacque a Roma il 4 dicembre 1913, figlio di un suddito dell'Impero russo stabilitosi in Italia. Dopo aver conseguito il diploma di maturità presso il Liceo classico Ennio Quirino Visconti della Capitale, si arruolò volontario nella Regia Aeronautica come allievo ufficiale. Conseguì il brevetto di pilota militare nel gennaio 1936, venendo nominato sottotenente con anzianità dal 20 ottobre 1935. Mandato a prestare servizio presso l'Aviazione della Tripolitania, frequentò successivamente il corso di integrazione presso la Scuola di applicazione dell'Arma Aeronautica. Passato con lo stesso grado in servizio permanente effettivo, il 1 maggio 1939 divenne Istruttore di pilotaggio per velivoli a doppio comando presso l'aeroporto di Aviano. Il 1 giugno dello stesso anno ritornò a prestare servizio in Libia. Il 1 febbraio 1940 fu trasferito alla 22ª Squadriglia, 45º Gruppo del 14º Stormo Bombardamento Terrestre, allora equipaggiato con i Savoia-Marchetti S.81 Pipistrello, e li si trovava all'atto dell'entrata in guerra del Regno d'Italia, avvenuta il 10 giugno successivo. Promosso tenente, e decorato con una Medaglia d'argento al valor militare nel mese di luglio, cadde in combattimento il 9 dicembre 1940, volando a bordo di un bombardiere Savoia-Marchetti S.79 Sparviero sul quale vi erano anche il Sergente pilota Franco Martinato, il 1° Av. motorista Salvatore Bongiorno, il 1° Av. armiere Enrico Saggese ed il 1° Av. radiotelegrafista Barbieri. Per onorarne il coraggio fu decretata la concessione della Medaglia d'oro al valor militare alla memoria.

### Fonti
1. 1 2  Ufficio Storico dell'Aeronautica Militare 1969, p. 254.
2. 1 2 3 4 5 6  Combattenti Liberazione.
3. 1 2 3  Ufficio Storico dell'Aeronautica Militare 1977, p. 79.
4. 1 2  Ufficio Storico dell'Aeronautica Militare 1977, p. 80.
5. ↑   Onorificenze: Sergio Sartof, su Quirinale.it. URL consultato il 15 febbraio 2016.
6. ↑  Bollettino Ufficiale 1941, disp.45, pag.2065, e Bollettino Ufficiale 1942 disp.8, pag.1445.
7. ↑  Bollettino Ufficiale 1940, disp.41, pag.1045.